# Druten
Druten (uitspraakⓘ) is een plaats en gemeente in de Nederlandse provincie Gelderland. De gemeente telt 19.590 inwoners (22 november 2024, bron: CBS) en heeft een oppervlakte van 42,50 km².
Twee derde van de inwoners woont in het kerkdorp Druten (12.940 per 1 januari 2023).

## Overige kernen
Naast Druten bestaat de gemeente uit nog vier kerkdorpen: Afferden, Deest, Horssen en Puiflijk. Naast deze vier kerkdorpen bestaat Druten ook uit de gehuchten Molenhoek en Neersteind.

## Geschiedenis

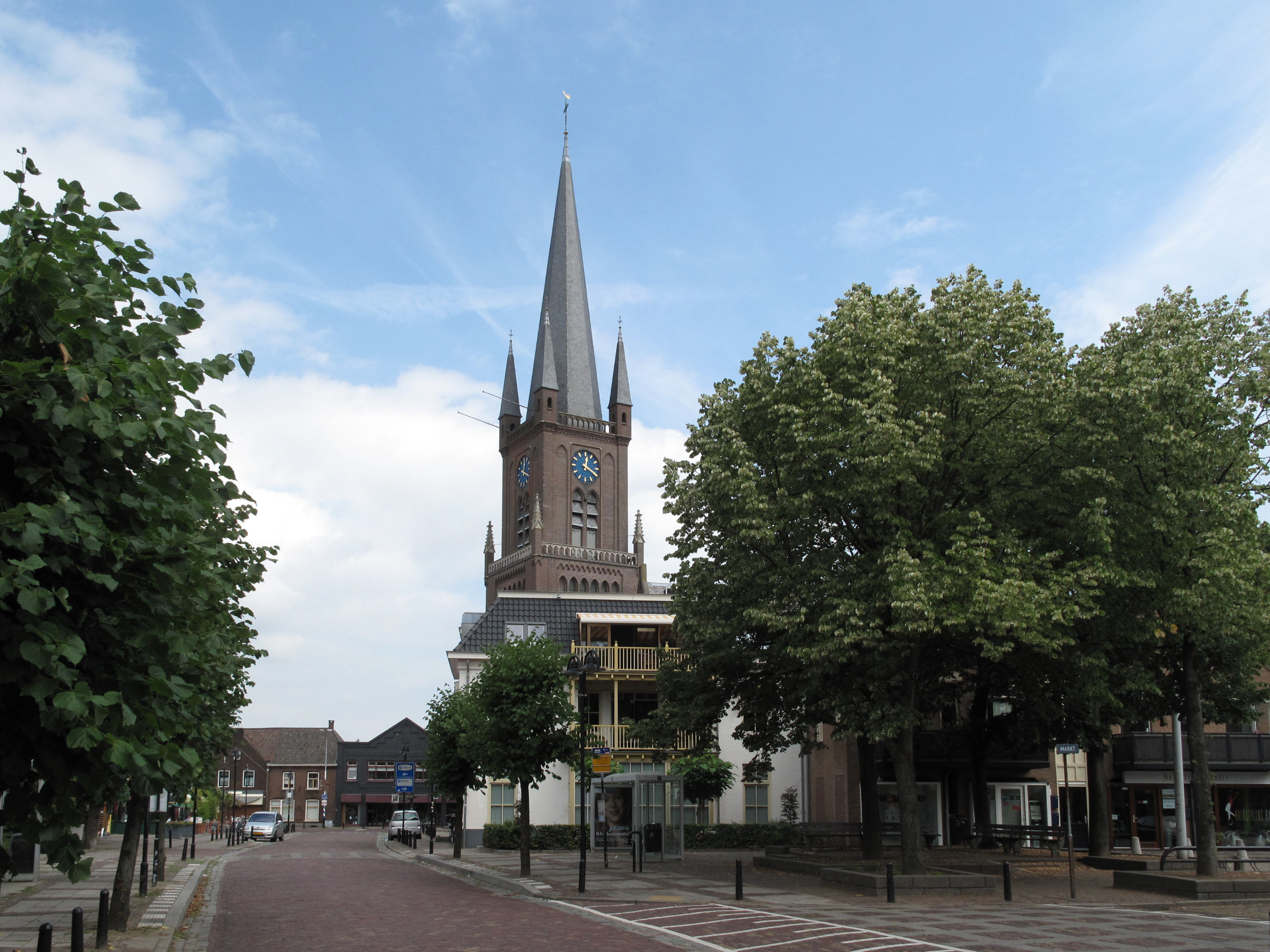
Kerk in Druten

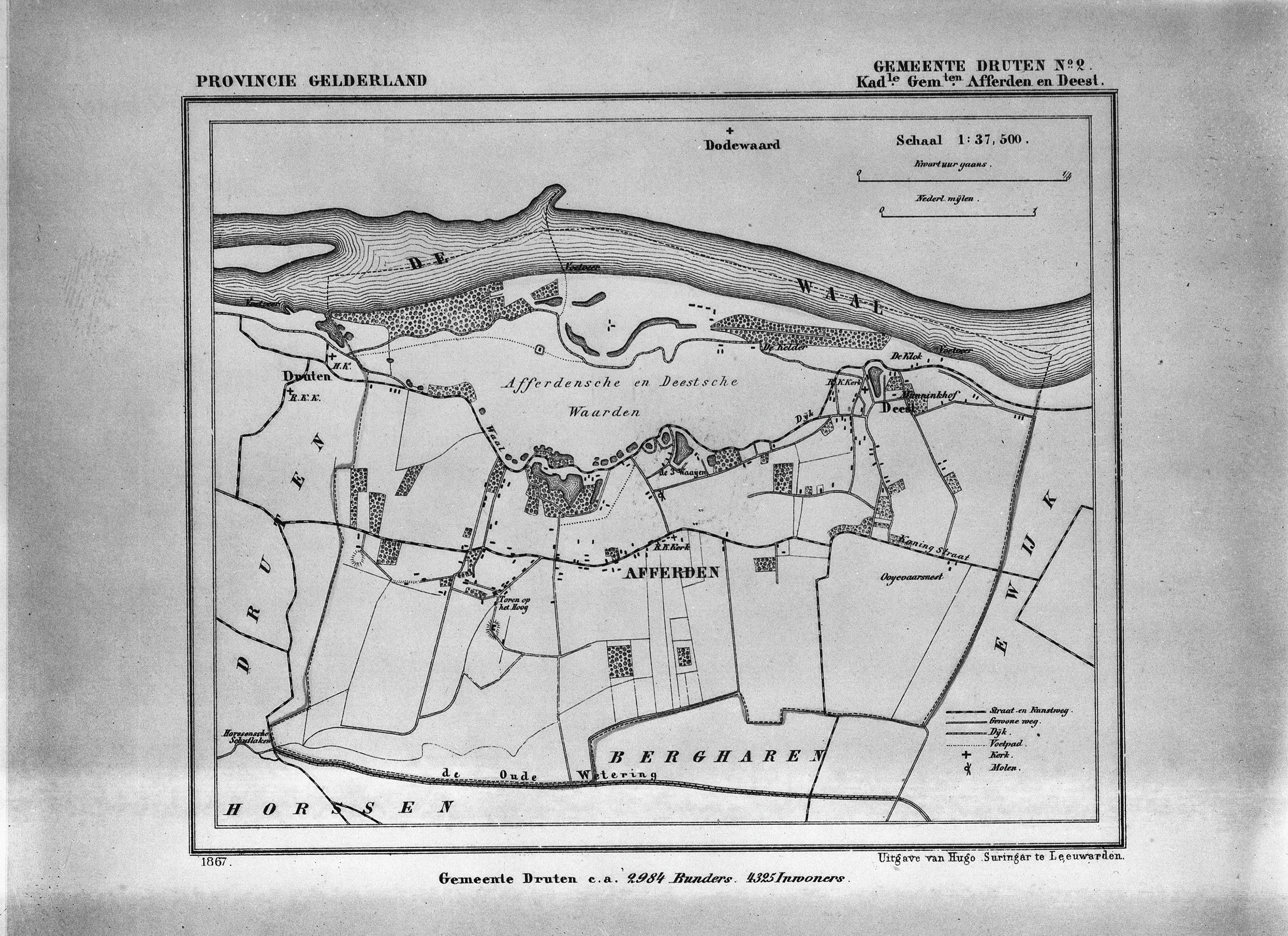
Kaart gemeente Druten in 1867

Over de oorsprong van de namen van de vijf kernen in Druten zijn verschillende theorieën, waarvan er echter geen algemeen aanvaard wordt. In het jaar 1100 bestonden alle Maas- en Waalse dorpen al; de meeste zijn waarschijnlijk nog wel enkele eeuwen ouder. Er bestond toen een betrekkelijk hoge welvaart. Sommige dorpen waren in de middeleeuwen groter dan nu en er werden voor die tijd - uit de opbrengst van de akkerbouw - rijke en grote kerken gebouwd, waarvan nu nog enkele resten zijn overgebleven. Uit diverse veldnamen en ook uit de rekeningen betreffende de opbrengsten van de tienden, is af te leiden dat de bevolking toen voornamelijk leefde van de akkerbouw. De veeteelt is kennelijk pas later een rol gaan spelen.
Druten was eeuwenlang een heerlijkheid. In 1483 kwam deze in bezit van de familie Schenck van Nijdeggen. Zij bouwden in 1648 het Huis te Druten. In 1866 werd dit adellijk huis afgebroken.
De gemeente Druten werd op 1 januari 1818 vergroot met de opgeheven gemeenten Afferden en Puiflijk. Op 1 januari 1984 werd de gemeente Horssen opgeheven en bij Druten gevoegd.

### Gemeentewapen
Het gemeentewapen van Druten was sinds 1818, toen de dorpen Afferden, Deest en Puiflijk werden toegevoegd aan Druten, een groene band op een wit veld. Het gemeentewapen was ontleend aan het wapen van de heren van Druten, die in de 14e en 15e eeuw een belangrijke rol speelden in de geschiedenis van de streek. In het familiearchief van Nijdeggen, dat zich bevindt in het slot Haag, is een aantal zegels van de heren van Druten bewaard.
In mei 1984 werd het dorp Horssen toegevoegd aan de gemeente Druten. De leeuw uit het wapen van de voormalige gemeente Horssen werd samengevoegd met het oude wapen van Druten. Het resultaat is het huidige samengestelde wapen: 'Gedeeld: in zilver een dwarsbalk van sinopel, in sabel een aanziende leeuw van goud getongd en genageld van keel. Het schild gedekt door een gouden kroon van drie bladeren en twee parels.'
De gemeente voert het wapen niet meer op briefpapier en andere bescheiden, maar gebruikt een modern logo.

## Gemeenteraad

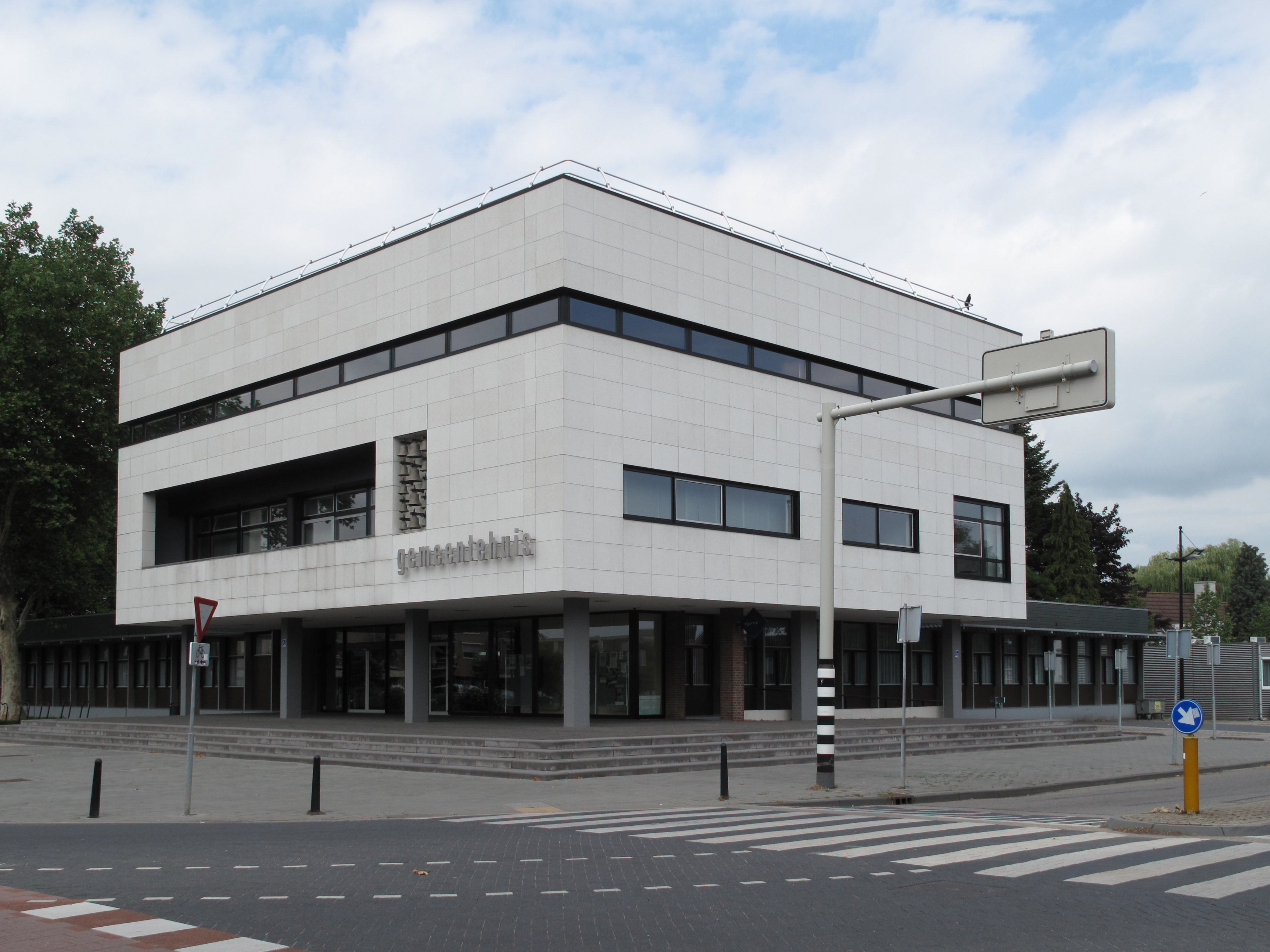
Gemeentehuis van Druten

De gemeenteraad van Druten bestaat uit zeventien leden. Hieronder staat de samenstelling van de gemeenteraad sinds de fusie van 1984.
| Partij                                                        | 1983 | 1986 | 1990 | 1994 | 1998 | 2002 | 2006 | 2010 | 2014 | 2018 | 2022 |
| ------------------------------------------------------------- | ---- | ---- | ---- | ---- | ---- | ---- | ---- | ---- | ---- | ---- | ---- |
| Kernachtig Druten (tot 2016: Dorpslijst Druten)               | 2    | 1    | 2    | 2    | 2    | 2    | 4    | 4    | 4    | 5    | 6    |
| Dorpslijst Puiflijk/Druten-Zuid                               | 2    | 2    | 2    | 3    | 3    | 2    | 2    | 2    | 3    | 3    | 3    |
| Welzijn Druten                                                | -    | -    | -    | -    | -    | 3    | 2    | 2    | 3    | 2    | 2    |
| Dorpslijst Horssen                                            | 2    | 1    | 2    | 2    | 2    | 2    | 1    | 1    | 1    | 1    | 2    |
| Dorpslijst Afferden                                           | 1    | 1    | 1    | 1    | 1    | 2    | 1    | 2    | 2    | 2    | 2    |
| Sociaal Maas en Waal (tot 1994: PvdA, 1994-2016: Akkoord '94) | 3    | 4    | 3    | 3    | 4    | 3    | 2    | 2    | 2    | 2    | 2    |
| Dorpslijst Deest                                              | 1    | 1    | 1    | 1    | 2    | 1    | 1    | 1    | 1    | 1    | -    |
| CDA                                                           | 2    | 2    | 3    | 3    | 2    | 1    | 2    | 2    | -    | 1    | -    |
| Senioren Partij Druten                                        | -    | -    | -    | -    | -    | -    | 1    | 1    | 1    | -    | -    |
| VVD                                                           | -    | 1    | 1    | 1    | 1    | 1    | 1    | -    | -    | -    | -    |
| D66                                                           | -    | -    | -    | 1    | -    | -    | -    | -    | -    | -    | -    |
| Gemeentebelangen                                              | 2    | 2    | -    | -    | -    | -    | -    | -    | -    | -    | -    |
| Totaal                                                        | 15   | 15   | 15   | 17   | 17   | 17   | 17   | 17   | 17   | 17   | 17   |

## Sport
- Voetbalvereniging VV SCP
- Voetbalvereniging DIO '30
- Volleybalvereniging Boemerang Komeet
- Tennisvereniging LTC De Gelenberg
- Hockeyclub Druten
- Bootcamp Druten
- Schietsportvereniging De Korrel
- Ponyclub De Musketiers
- Zwembad De Gelenberg
- Zwemvereniging De Geleberg

## Onderwijs
Druten heeft acht basisscholen: IKC De Kubus, IKC De Appelhof, 't Geerke, 't Klòsterhûfke, de St. Victorschool en De Octopus
In Druten zit één middelbare school: 
- Pax Christi College

Voor het speciaal basisonderwijs is er SBO De Dijk. Voor speciaal onderwijs voor moeilijk lerende kinderen is er De Kom.

## Openbaar vervoer
- Lijn 12 Nijmegen Centraal Station - Nijmegen Heyendaal - Nijmegen Goffert - Druten
- Lijn 42 Tiel - Beneden-Leeuwen - Boven-Leeuwen - Druten
- Lijn 85 Nijmegen - Weurt - Beuningen - Ewijk - Winssen - Deest - Afferden - Druten
- Lijn 89 Nijmegen - Druten
- Lijn 165 Den Bosch - Hedel - Velddriel - Kerkdriel - Alem - Rossum - Heerewaarden - Dreumel- Wamel - Beneden-Leeuwen - Boven-Leeuwen - Puiflijk - Druten

## Aangrenzende gemeenten
| Aangrenzende gemeenten | Aangrenzende gemeenten | Aangrenzende gemeenten | Aangrenzende gemeenten | Aangrenzende gemeenten |
| ---------------------- | ---------------------- | ---------------------- | ---------------------- | ---------------------- |
|                        |                        | Neder-Betuwe           |                        |                        |
|                        |                        |                        |                        |                        |
| West Maas en Waal      | Beuningen              |                        |                        |                        |
|                        |                        |                        |                        |                        |
|                        |                        |                        |                        | Wijchen                |

## Bezienswaardigheden
- Ambthuis van Druten (1841), door J.M. Rieff.
- Ewaldenkerk (1874) door Pierre Cuypers

## Geboren in Druten
- Reginald Wolfe (? - 1573), drukker, uitgever en boekhandelaar
- Ru Paré (1896 - 1972), verzetsstrijdster en kunstschilderes
- Johannes Toelen (1918 - 2002), Ridder 4e klasse in de Militaire Willems-Orde
- Mike van Diem (1959), regisseur en scenarioschrijver
- Pieter Roelofs (1972), hoofd Schilder- en Beeldhouwkunst Rijksmuseum
- Colin Heikens (1987), zanger
- Jasmijn Lau (1999), atlete
- Joep van der Sluijs (2001), voetballer

## Monumenten en beelden
In de gemeente zijn er een aantal rijksmonumenten, gemeentelijke monumenten, en oorlogsmonumenten, zie:
- Lijst van rijksmonumenten in Druten (gemeente)
- Lijst van rijksmonumenten in Druten (plaats)
- Lijst van gemeentelijke monumenten in Druten
- Lijst van oorlogsmonumenten in Druten
- Lijst van beelden in Druten